# Tchaj-wan na Letních olympijských hrách 2004
Tchaj-wan se účastnil Letní olympiády 2004. Zastupovalo ho 88 sportovců (49 mužů a 39 žen) v 14 sportech.

## Medailisté
| Medaile | Jméno                                        | Sport       | Soutěž                    |
| ------- | -------------------------------------------- | ----------- | ------------------------- |
| Zlato   | Chen Shih-Hsin                               | Taekwondo   | Ženy muší váha do 49 kg   |
| Zlato   | Chu Mu-Yen                                   | Taekwondo   | Muži muší váha do 58 kg   |
| Stříbro | Huang Chih-Hsiung                            | Taekwondo   | Muži pérová váha do 68 kg |
| Stříbro | Chen Szu-Yuan Liu Ming-Huang Wang Cheng-Pang | Lukostřelba | Družstvo mužů             |
| Bronz   | Chen Li-Ju Wu Hui-Ju Yuan Shu-Chi            | Lukostřelba | Družstvo žen              |